# 3rd Missouri Infantry (3 mois)
Troisième régiment d'infanterie des volontaires du Missouri
Le 3rd Missouri Volunteers émerge de l'une des unités de la milice officieuse pro-unioniste formées semi-secrètement à St. Louis dans les premiers mois de 1861 par le membre du congrès Francis Preston Blair, Jr et d'autres militants unionistes. L'organisation qui devint le troisième Missouri est en grande partie composée d'hommes d'origine germanique, qui sont généralement opposés à l'esclavage et fortement en faveur de la cause unioniste. Bien qu'initialement, sans statut officiel, commençant le 22 avril 1861, quatre régiments de la milice que Blair a aidé à organiser, entrent au service du fédéral à l'arsenal de St. Louis par ordre du capitaine John Schofield agissant sous l'autorité du président Lincoln,.
Lors de l'entrée en service fédéral, les membres du nouveau 3rd Missouri élisent Franz Sigel en tant que colonel du régiment. Les nouveaux régiments de volontaires du  Missouri choisissent par la suite (alors) le capitaine Nathaniel Lyon comme le général de la nouvelle brigade des volontaires du Missouri. Le président Lincoln confirmera ultérieurement la promotion de capitaine au grade de brigadier général de Lyon.
Le régiment, composé presque d'hommes entièrement d'origine allemande, est exceptionnellement grand, avec une dizaine de compagnies d'infanterie et deux compagnies de fusiliers.

## Service
Le 10 mai 1861, le 3rd Missouri sous les ordres du colonel Blair et du lieutenant-colonel Franz Hassendeubel participe à l'arrestation de la milice de volontaires du Missouri s'entraînant au camp Jackson à Lindell Grove sur la frontière occidentale de la ville de St. Louis. Alors que les miliciens du Missouri retournent sous bonne garde à l'Arsenal, près de la rivière, une foule en colère s'attaque aux forces fédérales et la situation confuse dégénère rapidement en émeute et en échange de coups de feu. Plus de 27 personnes sont tuées et l'affaire du camp Jackson contribue à polariser l'État et à entraîner le Missouri sur le chemin de sa propre guerre civile interne.
Après le 12 juin 1861, le 3rd Missouri fait partie d'un mouvement complexe contre la garde de l'État du Missouri. La force, sous les ordres du brigadier général Lyon part jusqu'à la Rivière Missouri par bateau à vapeur, pour capturer la capitale de l'État à Jefferson City. Une deuxième brigade, composée des 3rd et 5th Missouri et deux batteries d'artillerie, se déplace dans le sud-ouest du Missouri, sous le commandement du colonel Sigel, pour isoler toute troupe de la garde de l'État de Missouri qui pourrait aller vers le sud, avant la progression de Lyon.
Le colonel Sigel amène sa force à Rolla, de là, à Springfield, dans le Missouri, arrivant le 25 juin. Ils marchent sur Neosho (26-30 juin) et sont contraints de se replier vers le Mt. Vernon face à une grande force de gardes de l'État. Deux compagnies du 3rd Missouri qui forment l'arrière-garde de Sigel sont capturées en couvrant la retraite.
Le 5 juillet, la force de Sigel de 1 100 hommes rencontre les 4 000 gardes de l'État (et 2 000 recrues non armées de la Garde) à la bataille de Carthage. Confronté à la grande force des gardes, Sigel retraite en bon ordre dans Carthage et se dégage avec succès et retraite vers Sarcoxie dans la nuit.
Le 3rd Missouri rejoint la force du général de Lyon à Springfield, et participe à la bataille de Wilson's Creek le 10 août. Le 3rd Missouri fait de nouveau partie d'une brigade (avec le 5th Missouri) sous les ordres du colonel Sigel. La deuxième brigade de Sigel connaît d'abord un grand succès, attaquant la cavalerie confédérée sur le coin sud-est des camps méridionaux (à Sharp Farm). Après avoir repoussé ces troupes sudistes, Sigel stoppe sa brigade à travers la Wire Road, au-dessus de Skeeg's Branch (ruisseau). Cependant, Sigel positionne mal son artillerie (derrière la crête militaire de la crête) et met en garde ses hommes contre les tirs accidentels sur les troupes fédérales qu'il s'attend à voir progresser vers le sud par la Wire Road (le 1st Iowa Infantry est en uniforme gris). À ce stade, le brigadier général confédéré Ben McCulloch mène une attaque vers le sud par la Wire Road, avec le 3rd Louisiana Infantry respecté à l'avant. Les tirailleurs, les officiers et Sigel lui-même se méprennent prenant les troupes de Louisiane pour l'infanterie de l'Iowa d'infanterie, leur permettant d'avancer à bout portant, avant de tirer une terrible salve sur les troupes fédérales désorientées. Sigel crie : « ils font une erreur » alors que sa brigade est submergée.
La majorité du 3rd Missouri épuisé s'échappe, et rejoint finalement la force fédérale retraitant vers Springfield, et puis de nouveau vers Rolla. À partir de là, le régiment reçoit l'ordre de retourner à Saint-Louis pour être démobilisé.
L'ensemble des compagnies du régiment sont libérées du service le 4 septembre 1861. Des éléments du 3rd Missouri Infantry (de 3 mois de service) sont incorporés dans le nouveau 3rd Missouri Infantry  (de 3 ans de Service) sous les ordres du colonel Isaac F. Shephard.